# Гей-бар

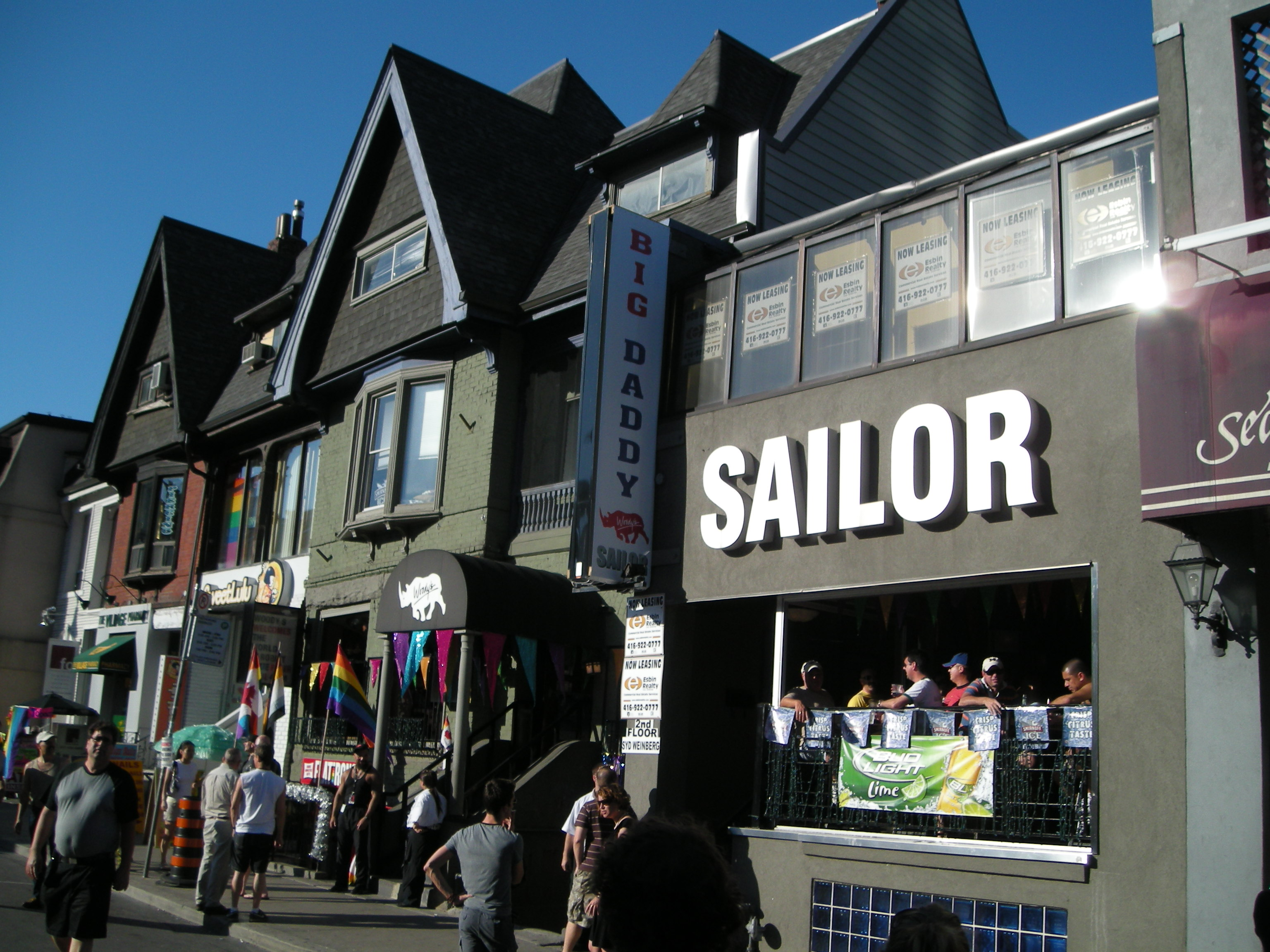
Гей-бары в гей-квартале Church Street в Торонто, Канада

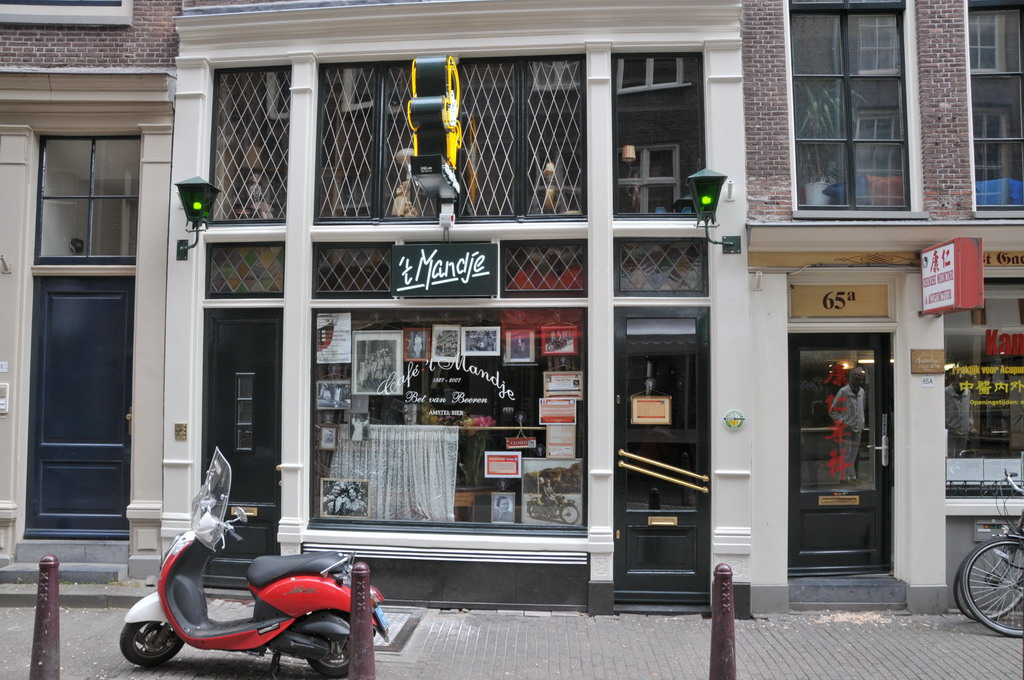
Старейший гей-бар Café ‘t Mandje в Амстердаме, Нидерланды

Гей-бар (англ. gay bar) — питейное заведение, которое обслуживает преимущественно или исключительно геев, лесбиянок, бисексуальных, трансгендерных людей и других представителей ЛГБТ. Термин гей в названии — часть устоявшегося выражения «гей-бар», употребляется в широком смысле и относится ко всем представителям ЛГБТ-сообщества. В прошлом гей-бары служили центрами гей-культуры и были одним из немногих мест, где люди нетрадиционной сексуальной ориентации могли открыто общаться. Помимо гей-бара у подобных заведений существуют и другие названия: бар для парней (англ. boy bar), бар для девушек (англ. girl bar), гей-клуб (англ. gay club), гей-паб (англ. gay pub), квир-бар (англ. queer bar), лесби-бар (англ. lesbian bar), лесби-клуб (англ. lesbian club) и дайк-бар (англ. dyke bar). С появлением интернета, социальных сетей и усиливающимся признанием прав ЛГБТ-сообщества актуальность гей-баров как центров гей-культуры несколько уменьшилась.
Размеры гей-баров могут существенно различаться. Некоторые гей-бары открыты и для гетеросексуальных посетителей. Во многих западных странах гей-бары имеют специальные уличные вывески, а также рекламируются в общедоступных СМИ. Чаще всего гей-бары расположены в так называемых гей-кварталах в крупных городах. В странах с высоким уровнем гомофобных настроений в обществе гей-бары обычно скрыты от взглядов посторонних: не имеют наружных вывесок, не рекламируются в СМИ (кроме специализированных изданий для геев), а вход в них контролируется в целях обеспечения безопасности клиентов.

## Особенности

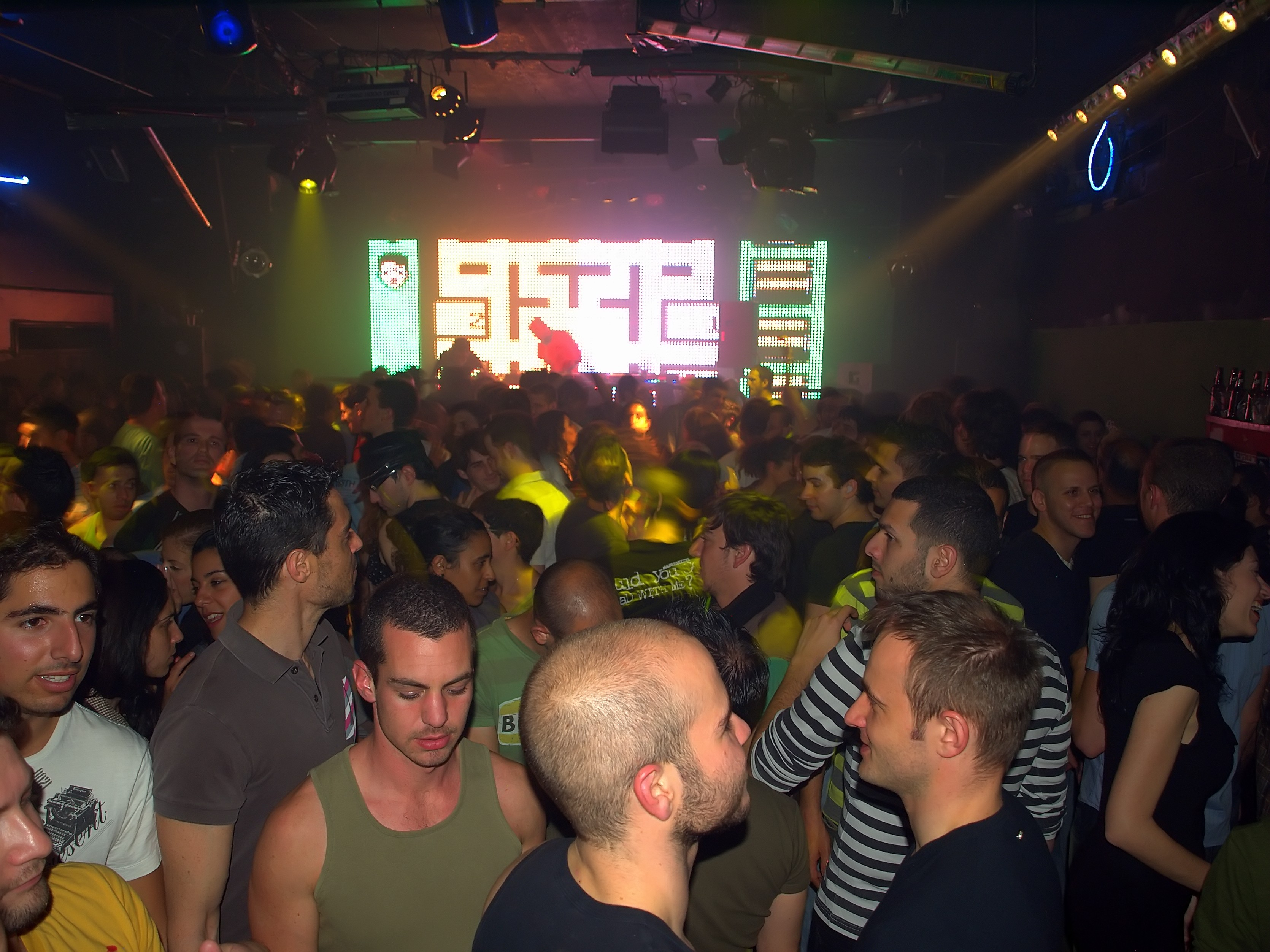
Танцпол гей-бара Barzilay Venue в Тель-Авиве, Израиль

Как и у большинства баров и пабов, размер гей-баров варьируется в диапазоне от крошечных, на пять мест, баров Токио, до больших, многоэтажных суперклубов с несколькими танцполами. Большие заведения чаще всего называются гей-клубами, а более мелкие — гей-барами либо гей-пабами. Любой гей-бар сам определяет свою целевую аудиторию. В наши дни гей-бары чаще всего открыты как для гомо-, так и для лояльной гетеро-ориентированной аудитории. Исключительно для ЛГБТ-аудитории работают в основном старейшие бары, отдавая дань традиции.
Нередки и гей-спорт-бары, которые выступают спонсорами различных спортивных клубов. Многие спорт-бары устраивают вечеринки для геев-спортсменов и их фанатов, например после ответственного матча либо во время решающих игр чемпионатов.
В первой половине XX века гей-бары предпочитали оставаться в «тени» и тем самым становились практически недоступными для людей, находящихся за пределами гей-сообщества. В наши дни события в крупных гей-клубах часто рекламируются, на улице раздаются яркие листовки, в дружественных заведениях и в других клубах и барах размещаются баннеры.
Алкоголь является основной статьёй дохода гей-баров и пабов. Кухня в гей-барах практически, а зачастую и полностью идентична обычным кафе и барам, чего нельзя сказать о танцполе. Танцполы в гей-клубах часто имеют сложную конфигурацию, специфический дизайн освещения и видеопроекции. В больших количествах присутствуют генераторы тумана и снеговые машины. Практически в каждом гей-клубе располагаются гоу-гоу платформы, а также декоративные клетки или подиумы. На танцполе преобладают такие направлений, как поп, дэнс, современный R&B, хаус, транс, техно. Визитной карточкой многих гей-баров безусловно является музыка в стиле disco. В крупных городах Северной Америки и Австралии в последнее время всё чаще стали открываться гей-бары с музыкой «кантри».
Определённые гей-бары и клубы могут вводить ограничения по половому признаку. Чаще всего это распространяется на BDSM-бары, а также на бары и клубы со строгим дресс-кодом — например, некоторые женские клубы, посещение которых мужчинами иногда нежелательно, а чаще всего просто запрещено. Подобная практика часто распространяется на бары и клубы, которые рассчитаны на предоставление услуг сексуального характера. Однако подобные ограничения редко касаются трансгендеров и кросс-дрессеров, которые являются обычным явлением во многих гей-барах.
Несмотря на попытки некоторых гей-баров ограничить посещение заведения гетеро-ориентированной клиентурой, на практике это практически не осуществимо. Тем не менее гей-клуб Peel Hotel в Мельбурне добился от правительства Австралии решения суда, по которому он имеет право функционировать как «Gay Only» (рус. Только для геев). Персонал имеет право спрашивать посетителей об их сексуальной ориентации и не пропускать гетеросексуалов.
Многие гей-бары стали больше ориентироваться на представителей различных гей-субкультур. Есть гей-бары, клиентура которых объединяется по возрасту, телосложению, музыкальным или сексуальным предпочтениям и даже по социальному статусу. Как пишет Дмитрий Кузьмин, «в мегаполисах их многие десятки, на разный вкус: здесь имитируют мрачное подземелье, и в тусклом свете среди камня и металла движутся смутные тени затянутых в кожу полуголых мужчин, — а там, глядишь, всё задрапировано красным бархатом, и однополые пары танцуют венский вальс… В городках поменьше гей-бар обыкновенно один, и в нём просто встречаются добрые старые знакомые: направленность заведения выдаёт разве что шестицветный радужный флажок».

## Старейшие гей-бары

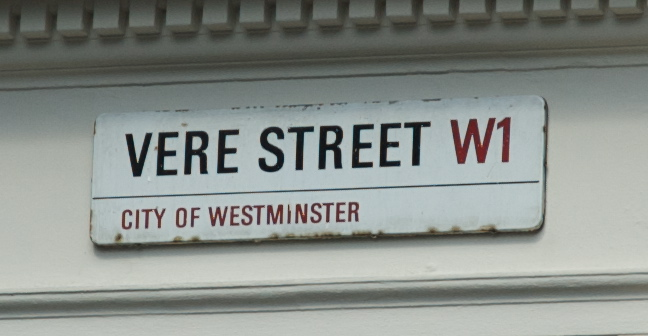
Улица, где были арестованы жертвы первой облавы на посетителей гей-бара

В 1810 году в баре «Белый лебедь» (англ. The White Swan) на улице Вере-стрит, Вестминстер, Англия, была произведена первая в истории облава на посетителей. Жертвы этой облавы — Кейт Мангум и Констанца Бушо — были обвинены в содомии и впоследствии казнены. На месте их ареста и казни в современной Англии часто проводятся бракосочетания и разыгрываются сцены из жизни геев XIX века.
В 1925 году в Гринвич-Виллидж на Манхэттене лесбиянка Ева Кочевер открыла «Пристанище Евы» (англ. Eve's Hangout).
В 1927 году в историческом центре Амстердама, на улице Зеедейк, лесбиянка Бэт ван Бирен открыла первый в Нидерландах гей-бар Café ‘t Mandje. После смерти Бэт в 1967 году её сестра Грит продолжила бизнес и руководила баром до его закрытия в 1982 году. После смерти Грит в августе 2007 года её дочь Диана объявила, что бар может быть вновь открыт. Café ‘t Mandje был вновь открыт 30 августа 2008 года в День королевы.
Гей-бар Black Cat Bar в Сан-Франциско стал символом первой «победы над гомофобией» в США. В 1951 году хозяин бара обратился в суд с просьбой запретить геям собираться в его баре, однако суд встал на сторону гомосексуалов.
Первый гей-бар в Нью-Йорке под названием Julius был открыт 21 апреля 1966 года. На данный момент Julius является старейшим непрерывно действующим гей-баром в мире.
В 1933 году в Сиэтле был открыт бар The Double Header — старейший гей-бар на западном побережье США.